# Charles Coste
Charles Gustave Léonce Coste (Ollioules, 8 de febrero de 1924) es un deportista francés que compitió en ciclismo en la modalidad de pista, especialista en la prueba de persecución por equipos.
Participó en los Juegos Olímpicos de Londres 1948, obteniendo una medalla de oro en la prueba de persecución por equipos (junto con Serge Blusson, Fernand Decanali y Pierre Adam). Ganó una medalla de bronce en el Campeonato Mundial de Ciclismo en Pista de 1948, en la prueba de persecución individual.

## Medallero internacional
| Juegos Olímpicos   | Juegos Olímpicos         | Juegos Olímpicos  | Juegos Olímpicos           |
| Año                | Lugar                    | Medalla           | Competición                |
| ------------------ | ------------------------ | ----------------- | -------------------------- |
| 1948               | Londres (Reino Unido)    | Medalla de oro    | Persecución por equipos    |
| Campeonato Mundial |                          |                   |                            |
| Año                | Lugar                    | Medalla           | Competición                |
| 1948               | Ámsterdam (Países Bajos) | Medalla de bronce | Persecución individual (A) |